# 김한정 충신각
김한정 충신각은 충청북도 청주시 청원구에 있다. 2015년 4월 17일 청주시의 향토유적 제142호로 지정되었다.

## 개요
이인좌의 난때 의병을 일으켜 싸우다 전사한 김한정의 충절을 기리기 위해 세운 정려각이다.